# Municipio de Westport (Minnesota)
El municipio de Westport (en inglés: Westport Township) es un municipio ubicado en el condado de Pope en el estado estadounidense de Minnesota. En el año 2010 tenía una población de 278 habitantes y una densidad poblacional de 3,03 personas por km².

## Geografía
El municipio de Westport se encuentra ubicado en las coordenadas 45°43′7″N 95°11′58″O / 45.71861, -95.19944. Según la Oficina del Censo de los Estados Unidos, el municipio tiene una superficie total de 91.7 km², de la cual 89,42 km² corresponden a tierra firme y (2,49 %) 2,28 km² es agua.

## Demografía
Según el censo de 2010, había 278 personas residiendo en el municipio de Westport. La densidad de población era de 3,03 hab./km². De los 278 habitantes, el municipio de Westport estaba compuesto por el 95,68 % blancos, el 0,36 % eran afroamericanos, el 2,88 % eran asiáticos, el 0,72 % eran de otras razas y el 0,36 % eran de una mezcla de razas. Del total de la población el 1,08 % eran hispanos o latinos de cualquier raza.